# گیلمان (آیووا)
گیلمان (به انگلیسی: Gilman) شهری در ایالت آیووا کشور ایالات متحده آمریکا است که جمعیت آن در سرشماری سال ۲۰۱۰ میلادی، ۵۰۹ نفر بوده‌است.